# St. Salvator (Mirskofen)

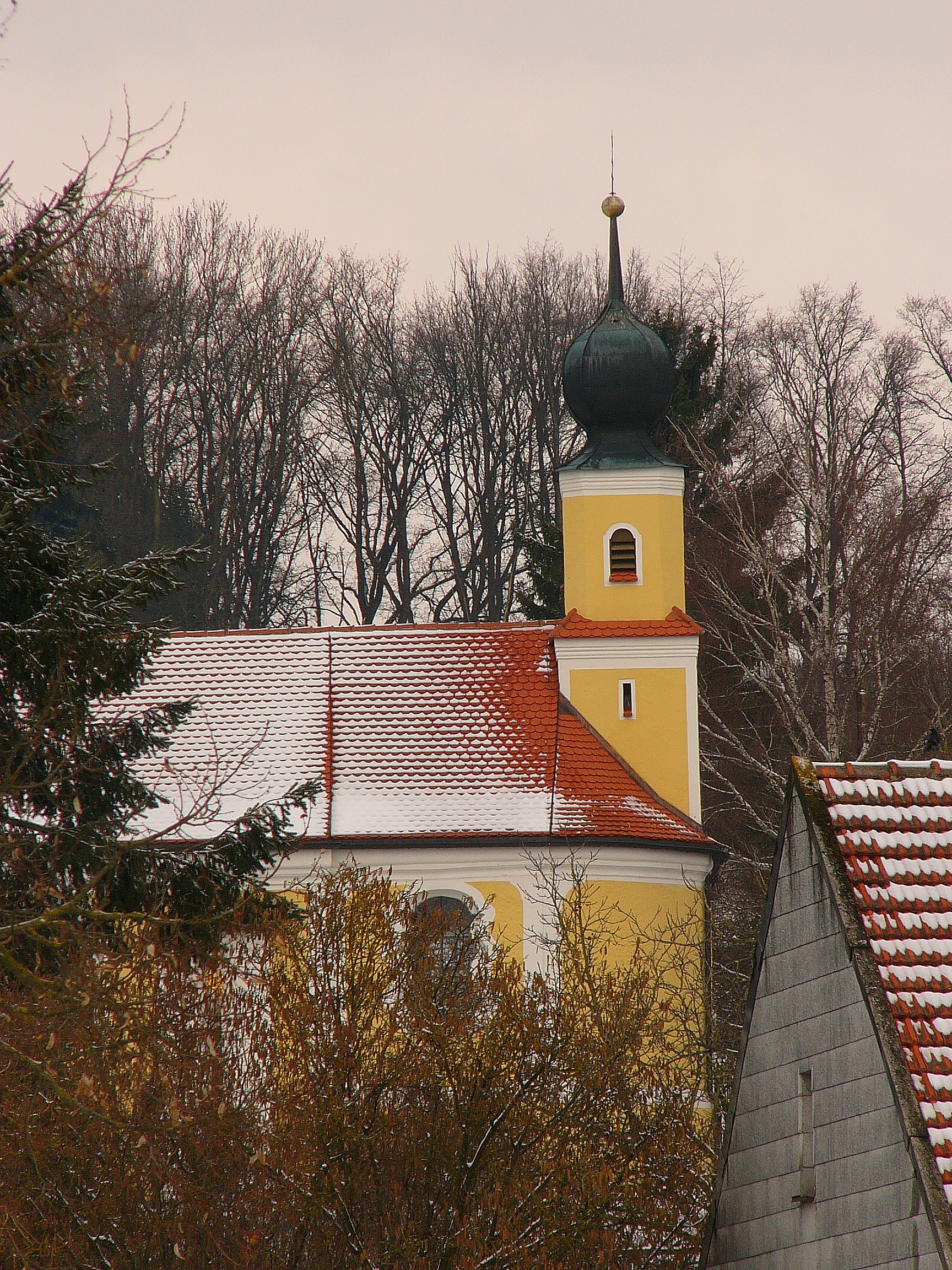
Ostchor der Nebenkirche St. Salvator mit Dachreiter

Die römisch-katholische Filialkirche St. Salvator in Mirskofen, einem Ortsteil der Marktgemeinde Essenbach im niederbayerischen Landkreis Landshut, ist eine kleine barocke Saalkirche, die im 17. oder 18. Jahrhundert erbaut wurde. Die Nebenkirche der Pfarrei Mater Dolorosa in Mirskofen ist als Baudenkmal mit der Nummer D-2-74-128-30 beim Bayerischen Landesamt für Denkmalpflege eingetragen.

## Geschichte
Die Entstehungslegende der Kirche besagt, dass im Jahr 888 einem Bauern aus der Rottenburger Gegend nahe dem heutigen Mirskofen die Ochsen durchgegangen waren. Er gelobte, dass er dort, wo sie stehen bleiben und grasen würde, eine Kirche erbauen werde. Diese Legende war auf einer früher aufgestellten Tafel zu lesen.
Tatsächlich ist die heutige Salvatorkirche – damals als Zwölfapostelkirche bezeichnet – erst im Jahr 1500 durch eine Matrikel sowie im Jahr 1508 durch den Bericht über eine Pfarrvisitation belegt. In der Brüstung der Empore befindet sich bis heute eine spätgotische Salvatorfigur aus dem Jahr 1510, die auf eine Entstehung des Kirchenbaus im 15. Jahrhundert hindeutet. Die heutige Kirche dürfte im 17. oder Anfang des 18. Jahrhunderts erbaut worden sein. Der Chor wurde später niedergelegt und Mitte des 18. Jahrhunderts im Rokokostil neu aufgebaut.

## Beschreibung

### Architektur
Der heutige, nach Osten ausgerichtete Saalbau besteht aus einem zweijochigen Langhaus und einem nicht eingezogenen, einjochigen Chor, der mit einer halbrunden Apsis abschließt. Darüber thront ein Dachreiter mit Zwiebelkuppel. Während die Fensteröffnungen des Langhauses gerade Laibungen aufweisen und rundbogig abschließen, sind die Fenster des später erbauten Altarhauses als sogenannte Bassgeigenfenster mit geschweiften Laibungen ausgeführt. Der Chor weist innen eine auf Pilastern ruhende, mit Holz verkleidete Flachdecke auf, die an den Seiten leicht herabgezogen ist.

### Ausstattung
Der Hochaltar wird auf die Zeit um 1700 datiert, dürfte also noch aus dem Vorgängerbau stammen. Er zeigt an zentraler Stelle eine Schnitzfigur des heiligen Erlösers (St. Salvator); als Seitenfiguren fungieren die Heiligen Paulus (links) und Johannes (rechts).
Die Brüstung der Westempore ist durch eine spätgotische Salvatorfigur aus der Zeit um 1510 ausgezeichnet. Außerdem schmücken zwei Ölgemälde aus dem 18. Jahrhundert den Kirchenraum: an der südlichen Langhauswand ist die Schlüsselübergabe an Petrus gezeigt, gegenüber die Vermählung Mariens. Daneben befindet sich ein großes, fein gearbeitetes Kruzifix, das früher als Vortragekreuz in der Pfarrkirche Mater Dolorosa verwendet wurde. Im Chorraum befinden sich in zwei Schreinen Figuren der Heiligen Jakobus und Johannes Nepomuk.